# Leiderdorp

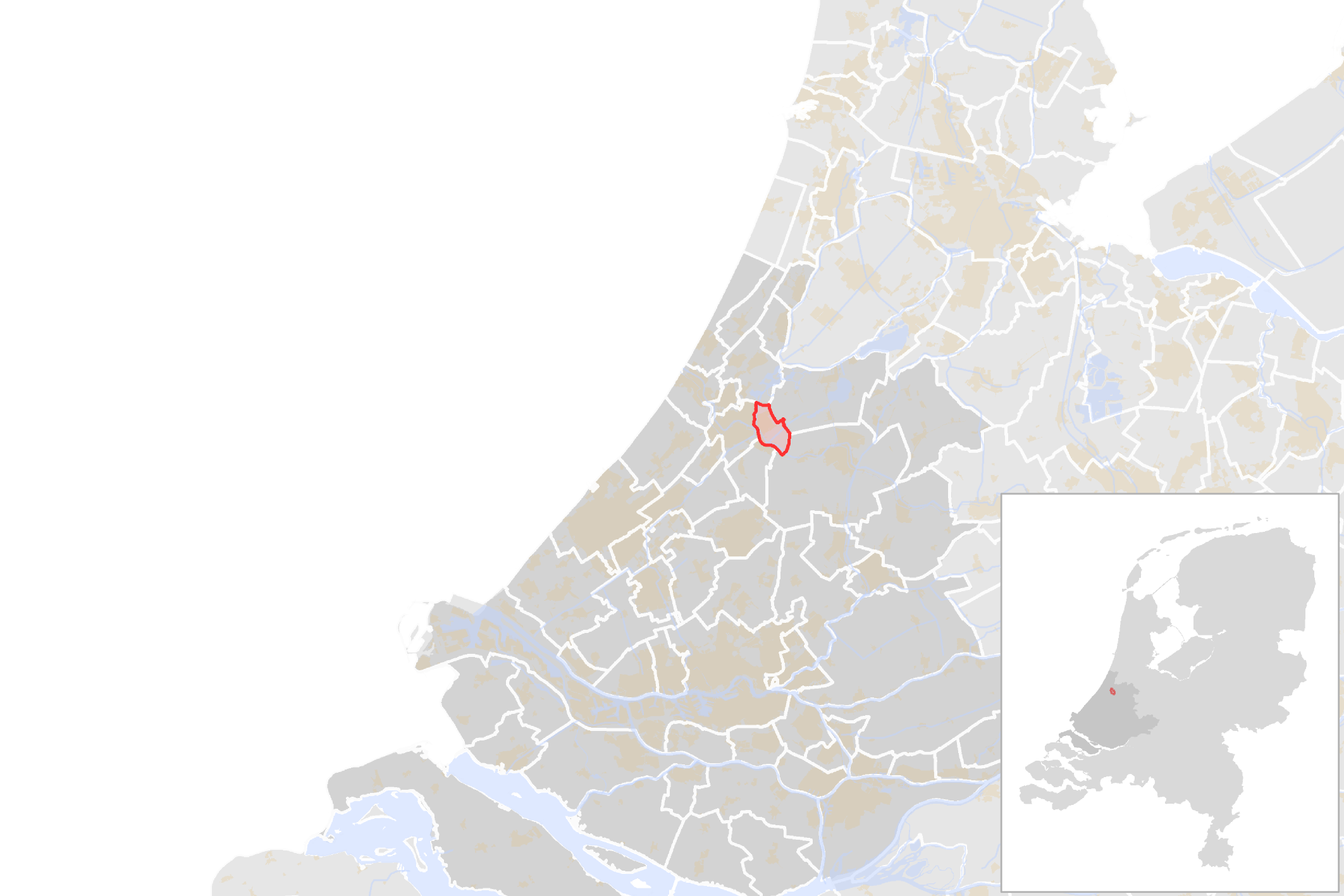
Município de Leiderdorp

Leiderdorp é um município e uma cidade da província da Holanda do Sul, nos Países Baixos. O município tem 27 143 habitantes (30 de abril de 2017, fonte: CBS) e abrange uma área de 12,28 km² (dos quais 0,73 km² de água).